# 허우산피역

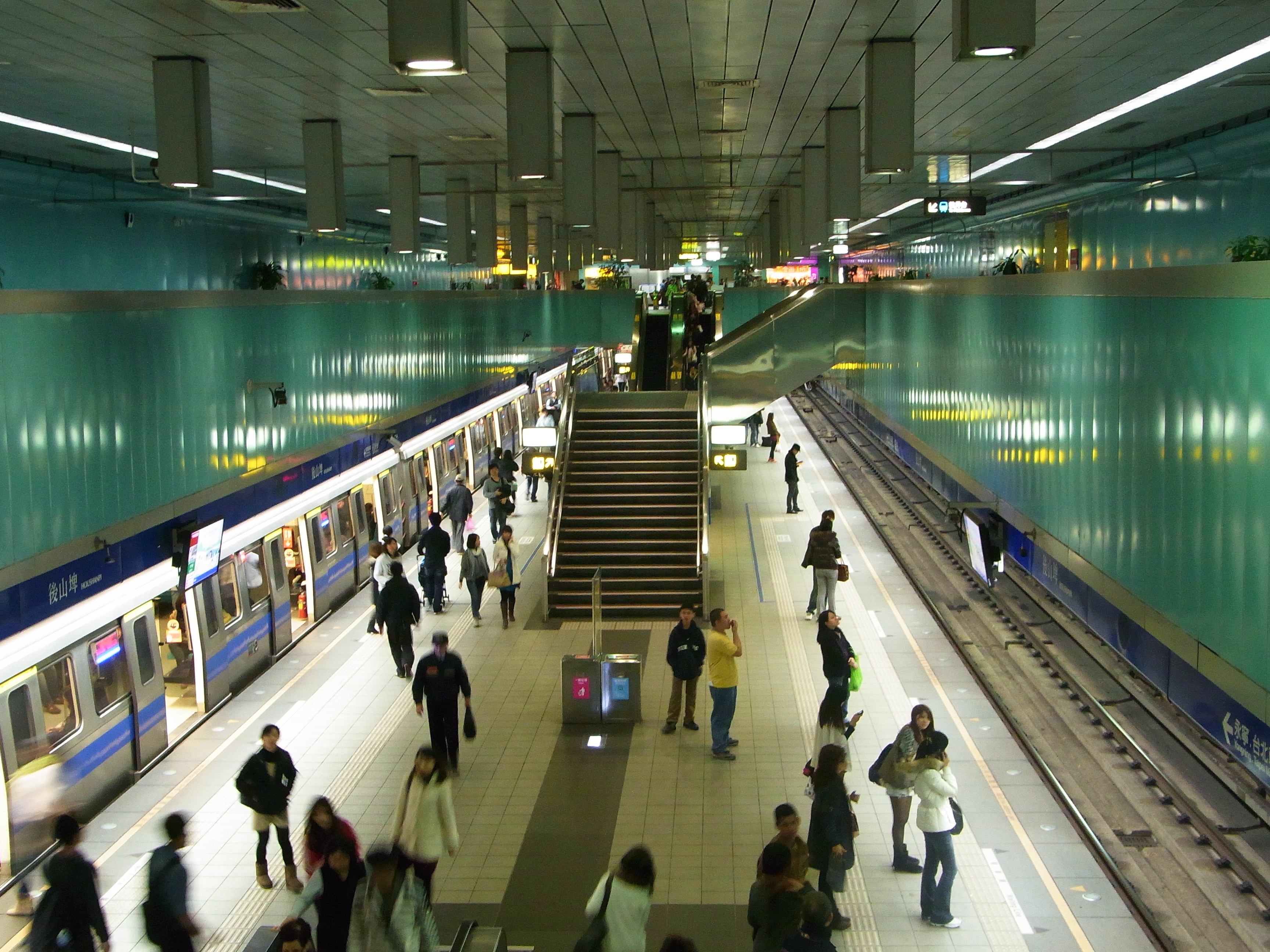
승강장층

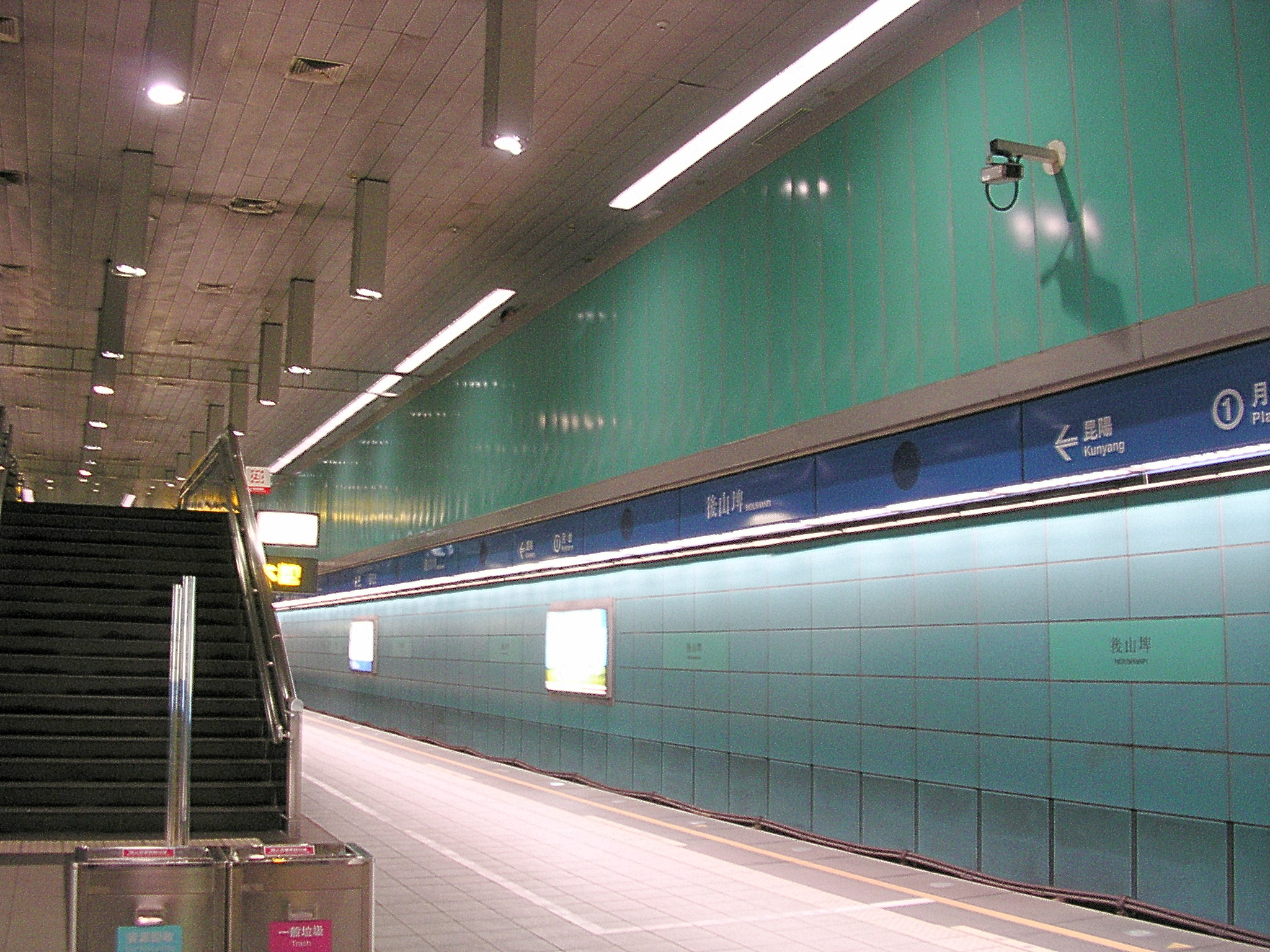
난강전람관역 개장 전 1번 승강장

허우산피역(중국어: 後山埤站), 부역명 우펀푸 상권(五分埔商圈)은 타이완 타이베이시 신이구·난강구의 경계에 있는 타이베이 첩운 반난선의 지하철역이다.

## 개요
본역은 중샤오 동로 6단 아래, 융지로·위청가 교차로, 중푸 남·북로 교차로 사이에 위치하고 있으며 개통 전 임시역명은 융지(永吉)역이었다. 역 소재지는 난강구 완푸리, 허청리(허우산피), 신이구 다다오리(중푸), 융춘리(우펀푸)의 접경지이며 역 번호는 BL20이다. 역명은 소재지 지명인 "허우산피(後山埤)"에서 따온 것으로, 비당(埤塘)의 옛명칭에서 따온 이름이다. 2007년에 지역주민과 여론대표의 제안으로, 부역명 우펀푸 상권(五分埔商圈)이 표시되었다. 청록색과 회색을 위주로 한 본역은 공공예술작품인 《都市绿洲(도시 오아시스)》가 설치됐다.

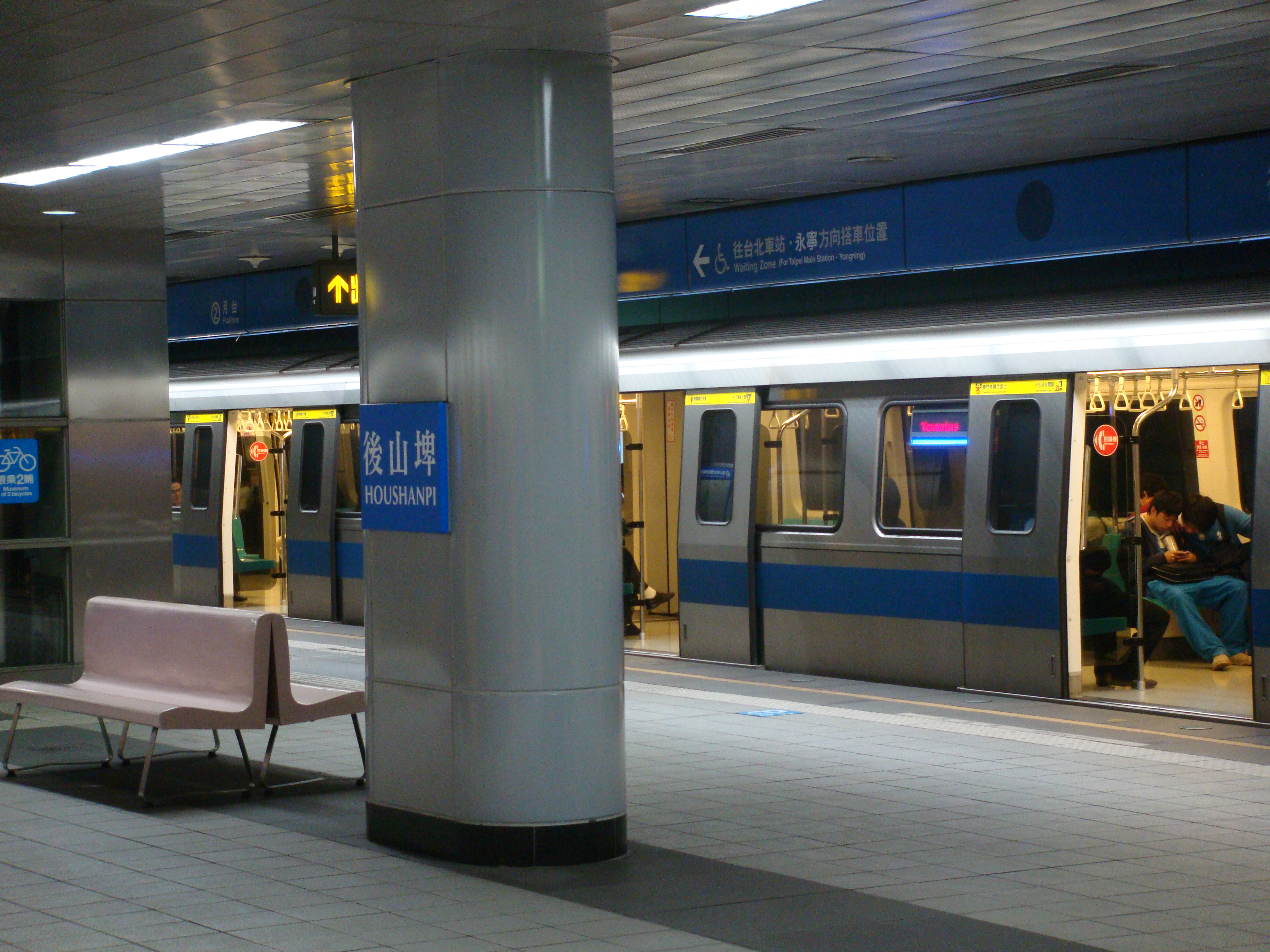
허우산피역 2번 승강장

## 역 구조
지하 2층역으로, 섬식 승강장 하나, 출구 네 개가 있다.

### 층별 구조
| 지면     | 출구                            | 출구                                           |
| 지하 1층 | 대합실                          | 안내소, 자동매표기, 개집표기                   |
| 지하 1층 | 대합실                          | 화장실(역 동쪽 운임구역 외부, 3·4번 출구 인근) |
| 지하 2층 | 1번 승강장                      | ← 반난선 난강전람관 방면(BL21 쿤양)            |
| 지하 2층 | 섬식 승강장, 왼쪽 출입문이 열림 |                                                |
| 지하 2층 | 2번 승강장                      | 반난선 딩푸/극동병원 방면 (BL19 융춘)→         |

### 출구
1·2번 출구는 역 남쪽, 3·4번 출구는 역 북쪽, 장애인용 엘리베이터는 3번 출구에 있다.
| 출구             | 사진 | 위치                                           |
| ---------------- | ---- | ---------------------------------------------- |
| 틀:첩운출입구    |      | 우펀푸 상업지구(五分埔商圈)                    |
| 틀:첩운출입구    |      | 위청 공원(이 출구에 공동주택 건물이 있다.)     |
| 틀:첩운출입구    |      | 중샤오 병원(타이베이 시립연합병원 중샤오 원구) |
| 틀:첩운출입구    |      | 융지로(永吉路)                                 |
| 틀:첩운출입구/註 |      |                                                |

## 역 인근
| | |
| - 우분푸 의류도매·전매 거리 - 우펀푸 공원(五分埔公園) - 위청 공원(玉成公園) - 타이베이 시립연합병원 중샤오 원구 - 셰허유더 고등학교(協和祐德高中) - 위청 공원(育成公園) - 완프 공원(萬福公園) | - 청더 초등학교(成德國小) - 청더 중학교(成德國中) - 융춘 초등학교(永春國小) - 융지 초등학교(永吉國小) - 슈더 초등학교(修德國小) - 청더 시장(成德市場) - 타이베이시 공공자전거 대여시스템 첩운 허우산치역(1번 출구) |

## 역사
- 2000년 12월 30일: 반난선 "쿤양-시청" 구간의 정식 개통에 따라 개장.[2](p. 328)
- 2003년 : 타이베이시 정부가 한어병음을 주요 역명 표준으로 채택하는 정책에 따라 역명의 공식 영역이 기존 웨이드-자일스 표기법인 Houshan Pi Station에서 Houshanpi Station으로 변경되었다.[3]
- 2010년 10월 14일: 15시 12분, 75세의 왕씨 성의 노인이 본역 1번 남행 승강장에서 선로에서 뛰어내렸고 차량 밑에 걸려 머리에 부상을 입었다.[4][5] 이로 인해 40분 동안 운행에 영향을 주어 융춘 역~본역 간 구간을 단선 양방향으로 15시56분까지 운행하여 100여 명의 승객을 태웠다.[6]
- 2017년 3월: 난간형 스크린도어가 정식 가동했다.

## 인접역
| 타이베이 첩운 반난선   | 타이베이 첩운 반난선        | 타이베이 첩운 반난선      |
| ---------------------- | --------------------------- | ------------------------- |
| 쿤양역 난강전람관 방면 | 타이베이 첩운 반난선 난강선 | 융춘역 딩푸/극동병원 방면 |

### 참고 문헌
1. ↑  “臺北捷運車站站名增加編號作業 已完成初步設計 近期報請市府核定 預計明年8月前全面更新” (보도 자료) (중국어 (대만)). 台北捷運. 2016년 4월 11일. 2016년 4월 11일에 원본 문서에서 보존된 문서. 2016년 4월 11일에 확인함.
2. ↑  徐榮崇 (2015年12月). 《續修臺北市志  卷五 交通志 捷運篇》. 臺北市文獻委員會. ISBN 9789860469875.
3. ↑  “捷運站名改漢語拼音” (중국어 (대만)). 蘋果日報. 2003년 11월 24일.
4. ↑  北捷 75歲男子疑蓄意跳軌自殺 ｜地方新聞｜中時電子報 보관됨 2010-10-23 - 웨이백 머신
5. ↑  捷運墜軌 老翁送醫未脫險 - 中央社即時新聞 CNA-NEWS.COM 보관됨 2016-03-05 - 웨이백 머신
6. ↑  75歲翁落軌 捷運暫停40分鐘 | 冷暖人間 | 社會新聞 | 聯合新聞網